# Lifted (2006)
Lifted is een korte computeranimatiefilm van Pixar Animation Studios, uitgebracht in 2006. Het filmpje is geregisseerd door Gary Rydstrom. Het was de eerste film geregisseerd door Rydstrom.
Het filmpje werd eerst vertoond op het 42e Internationaal filmfestival van Chicago. In 2007 werd het filmpje ook in de bioscopen vertoond, voorafgaand aan de film Ratatouille.

## Verhaal
Het filmpje begint op het platteland, waar een boer genaamd Ernie (gemodelleerd naar het personage Linguini uit Ratatouille) ligt te slapen in zijn huis. Vanuit de lucht daalt een UFO neer. Aan boord bevindt zich een jonge alien genaamd Stu, die een examen in het ontvoeren van mensen moet afleggen onder toezicht van zijn instructeur, Mr. B. Hiertoe moet hij met een trekstraal Ernie succesvol uit zijn bed tillen en door het raam naar de UFO halen.
Stu kan zich echter totaal niet de functies van de duizenden knopjes op het controlepaneel voor hem herinneren, met totale chaos tot gevolg. Ernie vliegt als een stuiterbal door zijn huis heen, maar wordt niet wakker. Uiteindelijk lukt het Stu om Ernie aan boord te halen, maar hij zet de trekstraal per ongeluk uit wanneer Ernie nog boven het gat aan de onderkant van de UFO zweeft. Zodoende valt Ernie weer door het gat naar beneden.
Uiteindelijk grijpt Mr. B. in. Hij heeft totaal geen moeite met de knoppen en gebruikt de trekstraal om Ernie weer in zijn bed te leggen en alles in het huis weer te herstellen. Stu is erg teleurgesteld dat hij gefaald heeft. Om hem op te vrolijken biedt Mr. B. hem aan de UFO weg te sturen van de aarde. Stu verknalt ook dit en laat de UFO neerstorten op het huis. Wanneer de UFO later wegvliegt, zit er in de grond een grote krater. Alleen in het midden is een pilaar aarde overgebleven omdat daar het gat onder in de UFO zat, en op die pilaar ligt Ernie nog altijd rustig te slapen in zijn bed.
Tijdens de aftiteling hoort men een wekker afgaan en daarna een harde schreeuw van Ernie die bij het opstaan van de pilaar afvalt.

## Achtergrond
- Pixar gebruikt zijn korte filmpjes geregeld om nieuwe stukjes software te testen. Dit filmpje was gemaakt met een speciaal programma, waarbij een tekenaar een stukje van het beeld kan selecteren en dit kan laten resoneren door erop te tikken. Dit werd onder andere gebruikt om het personage Mr. B. te tekenen.
- Volgens Rydstrom was het controlepaneel in de UFO gebaseerd op een mengpaneel.
- Rydstrom noemde de instructeur Mr. B. als referentie naar het feit dat het een soort leraar was die zijn leerlingen altijd een 'B' zou geven op een examen.
- De geluidseffecten voor de stem van Mr. B. werden gedaan door Rydstroms hond.
- Volgens Rydstroms moeder was het filmpje deels gebaseerd op Rydstroms ervaringen toen hij zijn rijbewijs wilde halen.
- De film bevat veel referenties naar Steven Spielbergs film Close Encounters of the Third Kind.
- De schreeuw van Ernie wanneer hij in de krater valt is de bekende wilhelmschreeuw; een geluidsfragment dat sinds zijn opname in 1951 in talloze films is gebruikt.

## Prijzen
Lifted werd genomineerd voor een Academy Award in de categorie “beste korte animatiefilm”.